# بيتر درايفر
بيتر درايفر (بالإنجليزية: Peter Driver)‏ هو منافس ألعاب قوى بريطاني، ولد في 26 يونيو 1932، وتوفي في 12 نوفمبر 1971.